# J. B. 베리
존 배그넬 베리 FBA (John Bagnell Bury, 1861년 10월 16일 – 1927년 6월 1일)는 영국계 아일랜드인 역사가, 고전학자, 중세 로마 역사가, 문헌학자이다. 그는 저서 '후대 로마 제국' (Later Roman Empire) 1889년 판본의 서문에서 '비잔틴학자'라는 꼬리표를 붙이는 것에 분명하게 반대했었다. 그는 트리니티 칼리지 (더블린)의 에라스무스 스미스 현대사 석좌교수이었고 (1893년–1902년), 그 이후 1902년부터 사망할 때까지 케임브리지 대학교의 왕립 역사학 석좌 교수이자 킹스 칼리지의 전임 교수이었다.

## 초기 생애와 교육
베리는 1861년 모너핸주 클론티브렛에서 에드워드 존 베리 (Edward John Bury)와 애나 로저스 (Anna Rogers)의 아들로 태어났으며, 이곳에서 그의 아버지는 아일랜드 성공회의 교구 목사로 있었다. 그는 처음에는 부모한테 교육을 받았고 그 다음에는 데리의 포일 칼리지에서 수학했다. 그는 트리니티 칼리지 더블린에서 고전학을 공부했고 거기서 1879년 장학생으로 선발되었으며 1882년에 졸업했다.
그는 24세 당시던 1885년에 트리니티 칼리지 더블린의 석학회원으로 선발되었다. 같은 해, 육촌인 제인 베리 (Jane Bury)와 결혼하였으며, 그녀는 업무적으로 그를 도왔는데 대표적으로 '후대 로마 제국사' (History of the later Roman Empire)의 비잔틴 미술 부분이다. 이 부부 사이에서 아들 한 명이 있었다. 1893년, 그는 트리니티 칼리지의 에라스무스 스미스 현대사 석좌교수로 임명되어 9년간 재임했다. 1898년에 그는 또한 트리니티 칼리지의 왕립 그리스어 석좌 교수로 임명되었으며, 이 위를 역사학 교수직과 동시에 갖고 있었다. 1902년 말에 그는 케임브리지 대학교의 왕립 현대사 석좌 교수가 되었고, 다음 해 초 그는 킹스 칼리지의 석학회원으로 선발되었으며, 석사 학위 (MA) (명예 학위)를 받았다.
케임브리지에서, 베리는 스티븐 런시먼 (중세사학자)의 지도 교수가 되었으며, 런시먼은 훗날 본인이 베리의 "첫 번째이자, 유일한 제자"라고 언급했다. 맨 처음에, 은둔적 성향이 베리는 그를 무시하려 했었고, 이후에 런시먼은 본인이 러시아어를 읽을 수 있다고 언급하자, 베리는 그에게 편집해야 할 불가리아어 논문들을 한 무더기 주며, 그들의 관계가 시작되었다. 베리는 최초로 성 패트릭에 대한 정통 전기를 쓴 사람이다 (1905).
베르는 로마에서 65세의 나이로 사망할 때까지 케임브리지 강단에 남았으며, 로마는 1918년 이래로 매년 안식을 가졌던 곳이다. 그는 로마의 개신교 묘지에 묻혔다.
그는 1901년 6월 글래스고 대학교와 1905년 애버딘 대학교에서 법학박사 명예 학위 (LL.D.)를, 보들리 도서관 300주년과 관련하여 1902년 10월 옥스퍼드 대학교에서 문학박사 명예 학위 (D.Litt.)를 받았다.
그의 동생인 로버트 그렉 베리은 아일랜드 출신의 성직자, 고전학자, 철학자로, 플라톤과 섹스투스 엠피리쿠스의 저서를 영어로 번역하였다.

## 집필 활동
고대 그리스에서부터 19세기 교황령까지 이르는 주제에 대한 베리의 저서들은 학문적으로 깊이 있으면서도 비전문가에게도 쉽게 다가갈 수 있다. 역사철학에 대한 그의 저서 두 권은 보다 구체적인 역사 기술을 뒷받침했던 빅토리아 시대의 진보와 합리성이라는 이상을 밝혀주었다. 또한 그는 비잔티움 제국 역사의 부흥을 이끌었는데 (그는 분명하게 로마사라고 여기고 칭했다), 에드워드 기번을 이은 영어권 역사가들에게 있어서 대개 외면받던 주제이었다. 1886–88년에 그는 그리스 내 십자군 영지에 관한 여러 논문을 발표하였다. 1892년에 그는 카를 크룸바허의 '뷔찬티니셰 차이치리프트'의 초대 기고자들 중 하나였다. 그는 1911년 브리태니커 백과사전에 기여를 했었고 본인 또한 한 항목으로 실렸다. 프랭크 애드콕 그리고 S. A. 쿡과 함께 그는 1919년에 발간된 '케임브리지 고대사'의 편집자이었다.
1913년에, 베리는 '자유 사상의 역사' (A History of Freedom of Thought)라는 책을 썼으며, 기독교와 로마 가톨릭교회를 이성에 반하는 것으로 비판하는 자유사상적 관점을 담고 있. 이에 대응해, 힐레어 벨락은 베리의 책 속 다수의 역사적 부정확성을 밝히고, 그가 독자적 연구를 하지 않은 것 뿐만 아니라 단순히 "다른 유사한 사람의 말을 반복하고 있으며, 그 다른 사람 역시 이전에 말했던 것을 다시 반복하고 있다"라고 비판하는 에세이를 썼다.

### 과학으로서 역사
베리의 경력은 그의 발전해가는 사상 과정과 그가 역사 학문을 과학적으로 여기는 것을 보여준다. 1903년 1월 26일에서 열린 케임브리지의 왕립 현대사 석좌 교수로서 첫 강의에서, 역사를 '문학'의 한 갈래가 아닌, '과학'이라고 하는 그의 공개적 선언이 나왔다. 그는 이렇게 말했다:

저는 역사가 과학의 한 갈래가 아니라는 점을 상기시켜고 합니다. 지질학이나 천문학의 사실들처럼 역사의 사실들은 문학 예술에서 재료로 적용이 가능하긴 합니다. 분명한 이유들로 인해 역사적 사실은 자연과학의 그것들보다 훨씬 더 쉽게 예술적 표현에 적합하지만, 그러나 인간 사회의 이야기를 문학적 옷을 입히는 것은 천문학자가 별의 역사를 예술적으로 꾸며내는 것이 그의 본업이 아닌 것처럼 역사학자로서의 일은 아닙니다.

베리의 강의는 역사가 문학이 아니라는 주장을 옹호하며 이어지는데, 이는 역사적 사실을 논의하는 데 있어 역사학자의 서사가 필요한가에 대한 의문을 제기하고, 근본적으로 서사라는 것이 필수적인가? 같은 질문을 불러일으켰다. 베리는 자신의 과학을 레오폴트 폰 랑케의 과학 개념 및 "역사 있었던 그대로 말하라" (Ich will nur sagen wie es eigentlich gewesen ist)라고 외치며 랑케의 사상에 명성을 가져다준 독일어 관용구 비교하며 설명한다. 베리는 강의 마지막에서 "그것 (역사)은 과학 그 자체이다, 결코 그 이상도 이하도 아니다."라고 하는 문장으로 자신의 입장을 굳건히 한다.

## 저서
핀다로스의 시
- The Nemean Odes of Pindar (1890)[23]
- The Isthmian Odes of Pindar (1892)[24]

로마
- A History of the Later Roman Empire from Arcadius to Irene (2 vols.) (1889)[25][26]
- A History of the Roman Empire From its Foundation to the Death of Marcus Aurelius (1893)[27][28]
- The Imperial Administrative System in the Ninth Century, with a revised text of the Kletorologion of Philotheos (1911)
- A History of the Eastern Roman Empire from the Fall of Irene to the Accession of Basil I (A. D. 802–867) (1912)[29]
- A History of the Later Roman Empire from the Death of Theodosius I to the Death of Justinian (1923)[30]
- The Invasion of Europe by the Barbarians (1928)[31][32]
- The Life of St. Patrick and His place in History (1905)[33]
- History of the Papacy in the 19th Century (1864–1878) (1930)
- Romances of Chivalry on Greek Soil (1911)

그리스
- A History of Greece to the Death of Alexander the Great (1900)[34]
- The Ancient Greek Historians (Harvard Lectures) (1909)[35]
- The Hellenistic Age: Aspects of Hellenistic Civilization (1923), with E. A. Barber, Edwyn Bevan, and W. W. Tarn[36]

철학학
- A History of Freedom of Thought (1913)[37]
- The Idea of Progress: An Inquiry into Its Origin and Growth (1920)[38]

### 편집자
- 에드워드 기번 - '로마 제국 쇠망사' (제7판: 1898년–1925년 11월) – 2ND American edition at Online Library of Liberty in 12 volumes 보관됨 27 9월 2013 - 웨이백 머신
  - J. B. 베리, ed., 2 volumes, 제4판 (New York: The Macmillan Company, 1914) Volume 1 Volume 2
- 에드워드 애거스터스 프리먼 - Freeman's Historical Geography of Europe (third edition, 1903)
- 에드워드 애거스터스 프리먼 - The Atlas To Freeman's Historical Geography (third edition, 1903)

## 참고 문헌
- Andrews, Helen (2009), 〈Bury, John Bagnell〉, 《Dictionary of Irish Biography》, doi:10.3318/dib.001220.v1
- Miller, William (1928), “John Bagnell Bury”, 《English Historical Review》 43: 67–68, doi:10.1093/ehr/xliii.clxix.66
- Whitby, Michael (2004). 〈Oxford Dictionary of National Biography〉. 《옥스포드 영국 인명 사전》 온라인판. 옥스포드 대학교 출판부. doi:10.1093/ref:odnb/32202. (Subscription 또는 UK 공공도서관 회원 필수.)